# 团柏乡
团柏乡，是中华人民共和国山西省临汾市汾西县下辖的一个乡镇级行政单位。

## 行政区划
团柏乡下辖以下地区：
下团柏村、枣坪村、茶房村、上团柏村、任马庄村、李家坡村、沟堡村、羊反村、柴洼庄村、堡后村、后义村和沟底村。